# Phare de Toro Point
Le phare de Toro Point (en espagnol : Faro de Punto de Toro) est un phare actif situé sur Toro Point (ceb), dans la province de Colón au Panama. Il est géré par la Panama Canal Authority 

## Histoire
Ce phare construit en 1893, lors de la construction du canal de Panama, par une société française ressemble au phare de Isla Grande. Il est situé sur au début du brise-lames ouest de la baie Limón, utilisée comme port naturel à l'extrémité nord du canal. Les navires attendent à l'abri de cette rade avant d'emprunter le canal.

## Description
Ce phare est une tour cylindrique en acier avec quatre jambages à claire-voie, avec une galerie et une lanterne de 27,5 m de haut montée sur une base en pierre. La tour est peinte en blanc. Il émet, à une hauteur focale de 32,5 m, un éclat rouge de 1.5 secondes par période de 5 secondes. Sa portée est de 16 milles nautiques (environ 30 km).
Identifiant : ARLHS : PAN-021 - Amirauté : J6092 - NGA : 110-16592 .

## Caractéristique duFeu maritime
Fréquence : 30 secondes (W)
- Lumière : 5 secondes
- Obscurité :25 secondes

### Lien connexe
- Liste des phares du Panama